# NGC 5772
NGC 5772 ist eine 12,9 mag helle spiralförmige Seyfertgalaxie vom Hubble-Typ Sb im Sternbild Bärenhüter und etwa 224 Millionen Lichtjahre von der Milchstraße entfernt. 
Sie wurde am 12. Mai 1828 von John Herschel entdeckt.